# Rafael Valdéz Torres
Rafael Valdez Torres (4 de noviembre de 1959 en Santiago Tangamandapio, Michoacán) estudió en los seminarios Menor y Mayor de Zamora donde fue ordenado sacerdote por esa diócesis el 9 de febrero de 1985. Obtuvo la licenciatura en filosofía en la Pontificia Universidad Gregoriana de Roma. 

## Ministerio
Fungió en diversos puestos parroquiales y diocesanos. De 1988 a 1990 fue prefecto de Estudios en el Seminario Diocesano de Zamora; de 1990 a 1994 enseñó filosofía en esa misma casa de formación.
Valdez Torres fungió como párroco en Jacona y rector del santuario del Señor de los Milagros de Nuevo San Juan Parangaricutiro , en la diócesis de Zamora, Michoacán, desde el 2004 y ecónomo de la mutual sacerdotal diocesana. 
Fue designado nuevo Obispo de la Diócesis de Ensenada, Baja California por el Papa Francisco en ciudad del Vaticano.
El 31 de julio del 2013, recibió la ordenación episcopal de manos del Nuncio Apostólico, Monseñor Christopher Pierre en Ensenada Baja California ante la presencia de 16 obispos y diversos sacerdotes.